# Dansk filosofi
 Der er for få eller ingen kildehenvisninger i denne artikel, hvilket er et problem. Du kan hjælpe ved at angive troværdige kilder til de påstande, som fremføres i artiklen.

Dansk filosofi har som oftest været påvirket af de store lande i Europa og har kun sjældent påvirket omverdenen. Dansk filosofi har trods dette en lang historie, startende med middelalderen.

## Historisk gennemgang

### Det 13.-15. århundrede
Boethius de Dacia var en kristen dansk filosof fra middelalderen, der holdt til i Paris. På det tidspunkt var filosofien en underdisciplin for teologien, og filosofi og religion kunne ikke skilles ad.

### Det 16.-18. århundrede
I det 16. og 17. århundrede var naturen blevet vigtigere, og fra den tid kendes naturfilosoffer som Tycho Brahe og Niels Steensen. En anden vigtig filosof fra den tid var Niels Hemmingsen, der skrev om naturret. Han var først professor i græsk og senere i teologi ved Københavns Universitet. Han fik stor indflydelse som underviser og var samtidig rådgiver for kongen og rigsrådet.

### Det 19. århundrede
Søren Kierkegaard fra 1800-tallet er den mest kendte danske filosof nogensinde. Han var teolog og regnes som grundlægger af den kristne eksistensfilosofi. En anden filosof fra denne periode er Ludvig Feilberg.
I 1847 bliver indholdet af filosofikum ændret, og indholdet blev fastlagt til at være logik, psykologi, etik og filosofi-historie. Det sidste skulle også inkludere propædeutisk filosofi. Studiet blev dermed i samtidens øjne rent filosofisk. Latin, græsk, historie, matematik og fysik blev nu flyttet til Examen artium. Samtidig blev det bestemt, at eksamen skulle foregå ved en mundtlig prøve i de fire discipliner og en skriftlig prøve. Den skriftlige prøve blev dog allerede 1851 afskaffet. I 1871 forsvandt af praktiske årsager etik som selvstændig disciplin.
1871 reformeredes også studiet, så det stort set fik den form, det havde de næste 100 år. Siden 1850 havde antallet af undervisningstimer været otte om ugen i to semestre. I perioden 1775-1850 havde der været op til to-tre daglige lektioner i otte eller ni måneder. Nu blev antallet af undervisningstimer halveret til fire om ugen, og prøven blev kaldt "den almindelige filosofiske prøve". I 1927 skete der nogle mindre justeringer, hvor filosofikum blandt andet blev defineret som propædeutisk filosofi.

### Det 20. århundrede
I starten af 1900-tallet finder vi Jørgen Jørgensen, der var aktivt medlem af den internationale logiske positivisme.
I midten af 1900-tallet var dansk filosofi præget af Aarhusteologerne. De er P.G. Lindhardt, K.E. Løgstrup, Regin Prenter og Johannes Sløk. En anden fremtrædende filosof er Justus Hartnack.
En anden retning fra denne periode er trancendentalfilosofi. Udgående fra Peter Zinkernagel har også David Favrholdt og Kai Sørlander udarbejdet transcendentalfilosofiske erkendelsesteorier.
Filosofikum, der var fælles og ens for alle universitetsstuderende, blev i 1971 afskaffet med virkning fra 1973, og erstattet af fagspecifikke kurser i videnskabsteori og videnskabelig metode. I 17 år blev der ikke undervist i filosofi uden for faginstitutterne, indtil filosofi i 1988 blev indført som valgfag i gymnasiet på foranledning af Bertel Haarder.
Titlen som fagfilosof er ingen beskyttet titel i Danmark, men den har tidligere ofte være anvendt som betegnelse for at signalere, at man har gennemført en akademisk universitetsuddannelse i filosofi eller et tilgrænset fag som idehistorie eller klassisk filologi afhængigt af specialisering og faglig-filosofisk dybde. Denne betegnelse 'fagfilosof' vandt især frem efter nedlukningen af filosofikum ved daværende undervisningsminister Helge Larsen (politiker) med virkning fra 1973 og frem til 1976. Der foreligger ikke oplysninger om brugen efter 1976.
Martinus har haft desuden haft en udbredelse som en mere alternativ filosof, der på nogle punkter adskiller sig fra den konventionelle moderne akademiske fagfilosofi. Hans lære kaldes også åndsvidenskab, og kernen i forfatterskabet er værket Livets bog i syv bind. Filosofferne Jan Nyborg Tarbensen og Nikolaj Pilgaard Petersen skrev hver deres PhD-afhandling om Martinus’ filosofi ved Syddansk Universitet, i henholdsvis 1993 og 2021. Desuden har filosofferne Nikolaj Pilgaard Petersen og Alex Riel begge skrevet flere filosofiske bøger, der er inspirerede af Martinus, .

### Det 21. århundrede
Af nutidige repræsentanter for den særligt akademiske fagfilosofi kan nævnes: Søren Harnow Klausen, Søren Gosvig Olesen, Sverre Raffnsøe, Jørgen Hass, Ole Fogh Kirkeby, Dan Zahavi, Peter Kemp, Lars-Henrik Schmidt, Dorthe Jørgensen, Hans-Jørgen Schanz og Mogens Pahuus. Der findes i dag filosofiske afdelinger ved alle de større danske universiteter, der udbyder bachelor- og kandidatuddannelser på området.
I det 20. og 21. århundrede skelner man i filosofien ofte mellem en analytisk retning og en kontinental retning. Den analytiske filosofi kommer især fra den angelsaksiske verden, og den er optaget af analyse af sprog, logik og argumenter. Den har hovedsageligt haft betydning inden for universitetsverdenen i Danmark. Tilgangen har i det 21. århundrede haft en vis indflydelse på flere danske universitetsfilosoffer som Nils Holtug og Klemens Kappel, ikke mindst på Københavns Universitet og Aarhus Universitet. Selv om den analytiske filosofi har haft mindre betydning uden for universiteterne, har den haft væsentlig indflydelse indadtil.
En anden vigtig del af den moderne danske fagfilosofi har overvejede været påvirket af den kontinentale filosofi: Peter Kemp og Lars-Henrik Schmidt er herunder begge nu afdøde universitetsfilosoffer, der havde betydning i universitetsverdenen indtil begyndelsen af det 21. århundrede. Peter Kemp var både teolog og filosof, og han beskæftigede sig blandt andet med etik, uddannelse og sundhed. Lars-Henrik Schmidt udviklede til gengæld sin egen filosofiske tilgang, som han kaldte socialanalytik. Af nulevende fagfilosoffer , der især tilhører den kontinentale filosofi, kan nævnes Dan Zahavi, der mest har arbejdet med fænomenologien. Mogens Pahuus er en anden vigtig repræsentant for livsfilosofi, og han har også arbejdet med eksistentiel fænomenologi. Ole Fogh Kirkeby har haft en lignende interesse for både fænomenologi og eksistentiel fænomenologi, og han har moderniseret den filosofiske samtaleform protreptik . Søren Gosvig Olesen har den samme forankring i kontinental filosofi, og han har skrevet om kærlighed og transcendentalfilosofi. Der findes også flere forfattere, som står for en mere praktisk filosofi.
Af repræsentanter for nutidens mere alternative filosofi kan nævnes Nikolaj Pilgaard Petersen og Alex Riel . De står begge for en filosofi, der er inspireret af Martinus og har fokus på bevidsthed.